# George Townshend, II marchese Townshend
George Townshend, II marchese Townshend (18 aprile 1753 – 27 luglio 1811), è stato un nobile e politico inglese.

## Biografia
Era il primogenito di George Townshend, I marchese Townshend, e della sua prima moglie, Charlotte Compton, XV baronessa di Chartley. Studiò al Eton College e al St John's College.
Nel 1774 successe ai titoli di sua madre.

### Carriera militare
Servì per alcuni anni nell'esercito, raggiungendo i ranghi di cornetta, tenente e infine capitano nel 1774.

### Carriera politica
Fu nominato capitano della Banda parlamentare di Signori pensionati (1782-1783 e 1783-1797). È stato ammesso al Consiglio privato nell'aprile 1782 e servì anche come membro del comitato per il commercio (1784-1786). Nel 1784 fu creato Conte di Leicester. La scelta del titolo deriva dal fatto che era un discendente di Lady Lucy Sidney, figlia di Robert Sidney, II conte di Leicester (un titolo che si era estinto nel 1743). In seguito ha tenuto un incarico sotto William Pitt il Giovane e Henry Addington come Master of the Mint (1790-1794), Joint Postmaster General (1794-1799) e Lord Steward (1799-1802). Nel 1807 successe al padre nel marchesato.
Oltre alla sua carriera politica, Townshend era interessato all'archeologia e fu presidente della Società degli Antiquari.

### Matrimonio

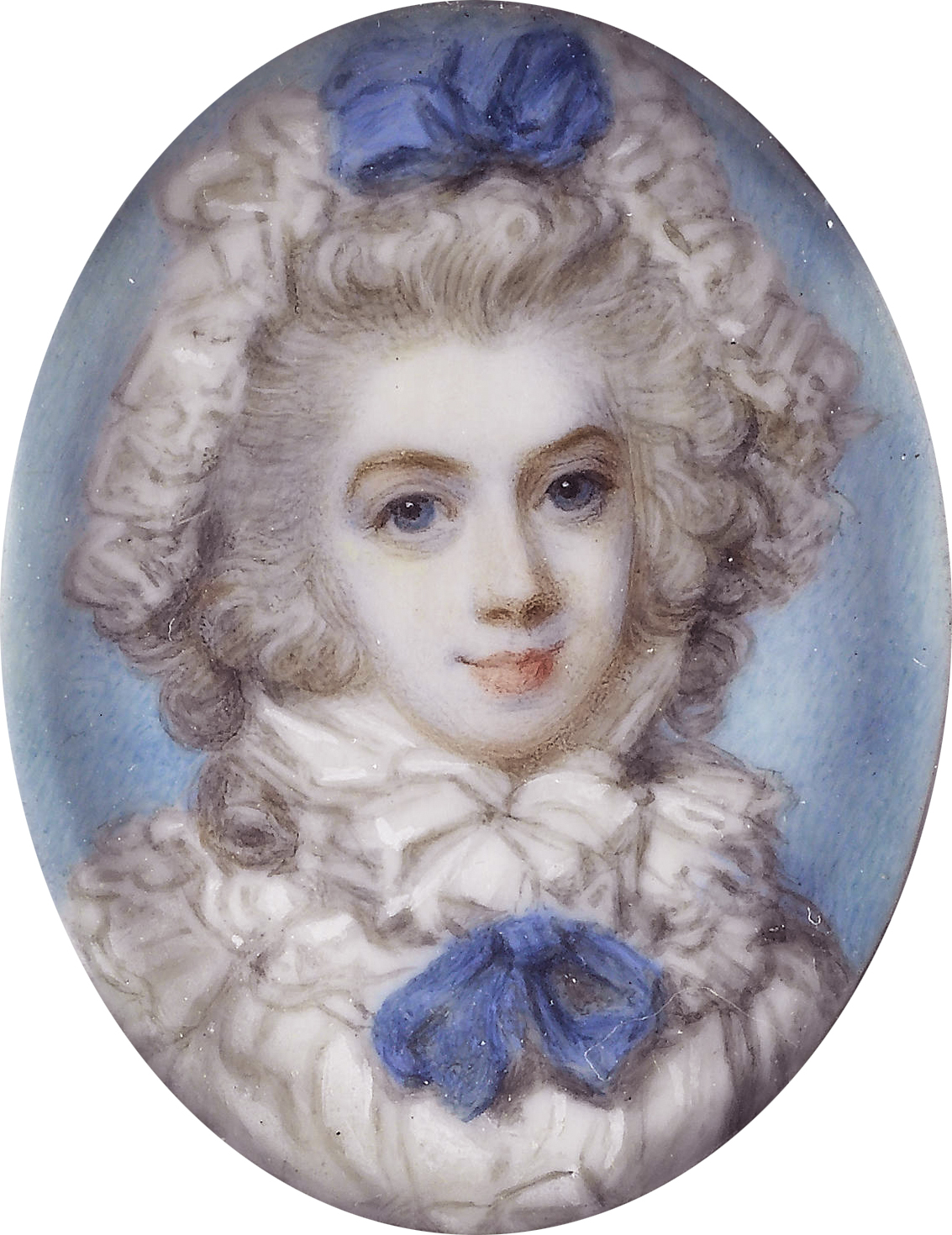
Ritratto di Charlotte Ellerker, di Richard Cosway.

Sposò, il 24 dicembre 1777, Charlotte Ellerker (?-2 febbraio 1802), figlia di Eaton Ellerker. Ebbero cinque figli:
- George Townshend, III marchese Townshend (13 dicembre 1778-31 dicembre 1855);
- Lady Charlotte Barbara (?-3 ottobre 1807), sposò Cecil Bisshopp, non ebbero figli;
- Lady Harriet Anne (?-1º giugno 1845), sposò Edward Ferrers, non ebbero figli;
- Lord Charles Vere (16 settembre 1785-5 novembre 1853), sposò Charlotte Loftus, non ebbero figli;
- Lady Elizabeth Margaret (1791-18 dicembre 1868), sposò Joseph Moore Boultbee, ebbero sei figli.

### Morte
Morì improvvisamente il 27 luglio 1811, all'età di 58 anni.